# Blond, Haute-Vienne
Blond (tiếng Occitan: Blom) là một xã của tỉnh Haute-Vienne, thuộc vùng Nouvelle-Aquitaine, miền trung nước Pháp.